# 南知惠子
南 知惠子（みなみ ちえこ、1960年9月17日 - ）は、日本のマーケティング研究者。神戸大学副学長、神戸大学大学院経営学研究科教授。大阪ガス監査役。元サノヤスホールディングス取締役。

## 人物・経歴
1984年神戸大学文学部卒業、神戸大学経済学部研究助成掛助手。1988年ミシガン州立大学大学院コミュニケーション学科修士課程修了、M.A.。同年大阪外国語大学留学生別科非常勤講師。1992年神戸大学大学院経営学研究科博士課程前期課程修了、修士（商学）。1993年神戸大学大学院経営学研究科博士課程後期課程退学。
1993年横浜市立大学商学部専任講師。1994年同助教授。1996年横浜市立大学大学院経営学研究科助教授。1998年神戸大学博士（商学）。2002年神戸大学大学院経営学研究科助教授。2004年神戸大学大学院経営学研究科教授。2015年日本商業学会副会長、日本消費者行動研究会会長。
2016年神戸大学評議員。2017年サノヤスホールディングス取締役。2018年神戸大学キャリアセンター長。2019年神戸大学学長補佐（キャリア支援担当）。2020年神戸大学経営学域長・大学院経営学研究科長・経営学部長。2022年神戸大学学長補佐（DX・リカレント教育担当）。2023年神戸大学リカレント教育推進室長、神戸大学副学長（DX・リカレント教育担当）、日本商業学会会長、大阪ガス監査役。

## 著作
- 『ギフト・マーケティング : 儀礼的消費における象徴と互酬性』千倉書房 1998年
- 『リレーションシップ・マーケティング : 企業間における関係管理と資源移転』千倉書房 2005年
- 『顧客リレーションシップ戦略』 有斐閣 2006年
- 『生産財マーケティング』（高嶋克義と共著）有斐閣 2006年
- 『マーケティング』（池尾恭一, 青木幸弘, 井上哲浩と共著）有斐閣 2010年
- 『サービス・イノベーション : 価値共創と新技術導入』（西岡健一と共著）有斐閣 2014年
- 『「製造業のサービス化」戦略』（西岡健一と共著）中央経済社 2017年

### 編集
- 『流通・営業戦略』（小林哲と共編）有斐閣 2004年
- 『データサイエンス基礎』（齋藤政彦, 小澤誠一, 羽森茂之と共編）培風館 2021年